# Mike Temwanjera
Mike Temwanjera (n. 21 mai 1982) este un jucător de fotbal din Zimbabwe care evoluează la clubul Bangkok United. Și-a făcut debutul în Liga I la FC Vaslui pe data de 24.02.2007 în meciul Farul Constanța - FC Vaslui. Este căsătorit și are 2 copii.

## Titluri
| Sezon | Club      | Titlu               |
| ----- | --------- | ------------------- |
| 2008  | FC Vaslui | Cupa UEFA Intertoto |